# Pfarrkirche Kirchbach in Niederösterreich

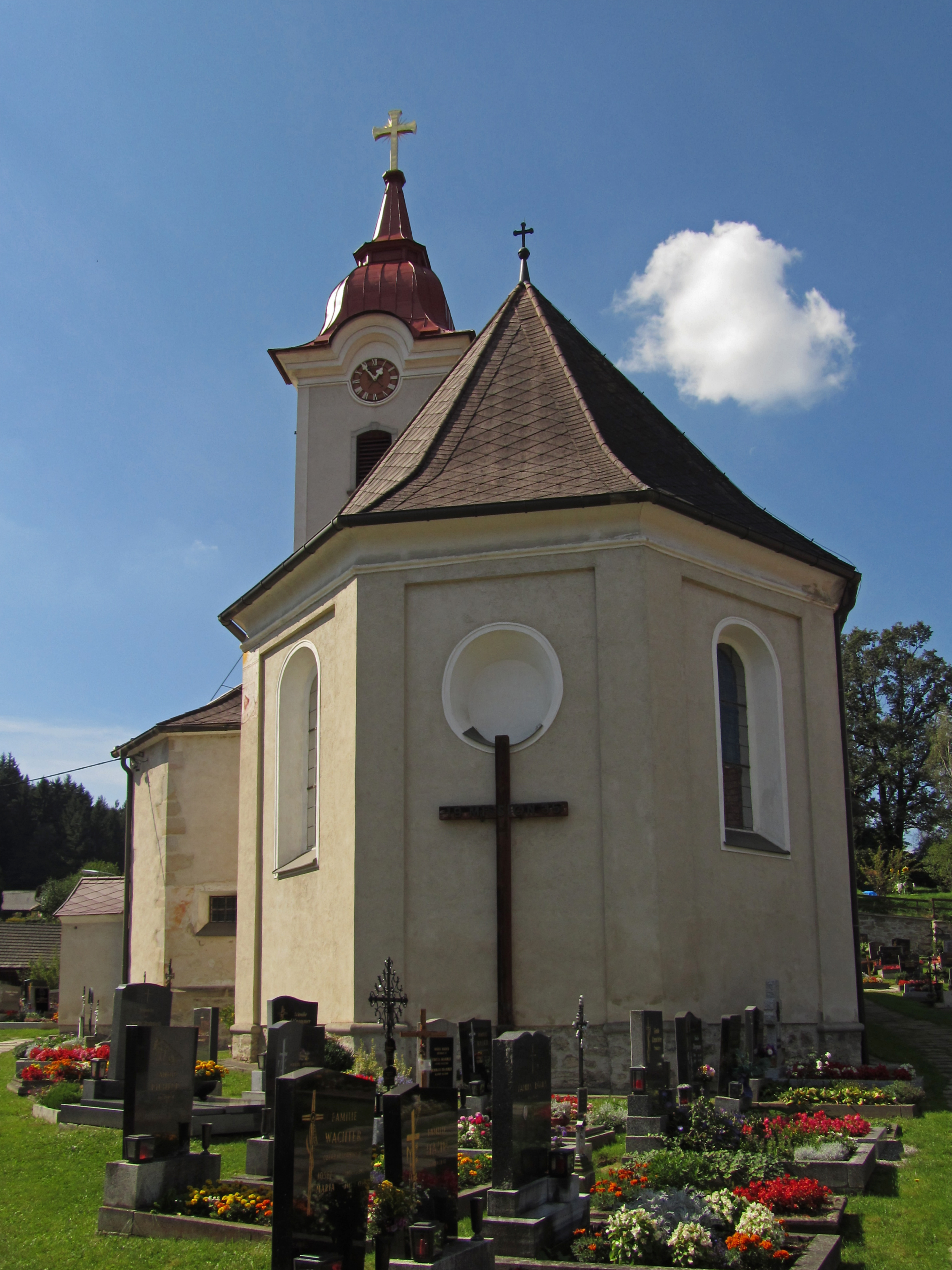
Katholische Pfarrkirche hl. Michael in Kirchbach in Niederösterreich

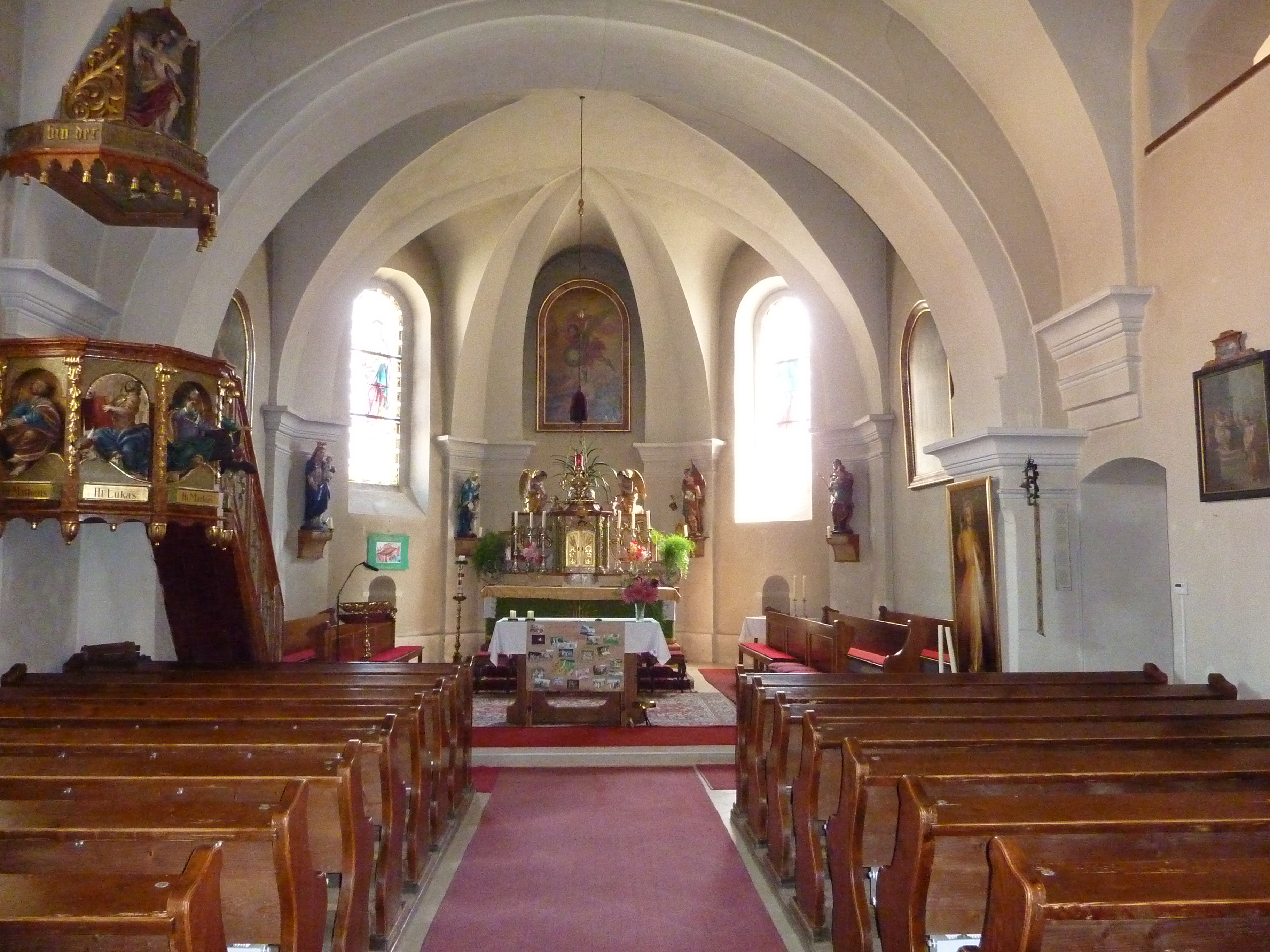
Langhaus, Blick zum Chor

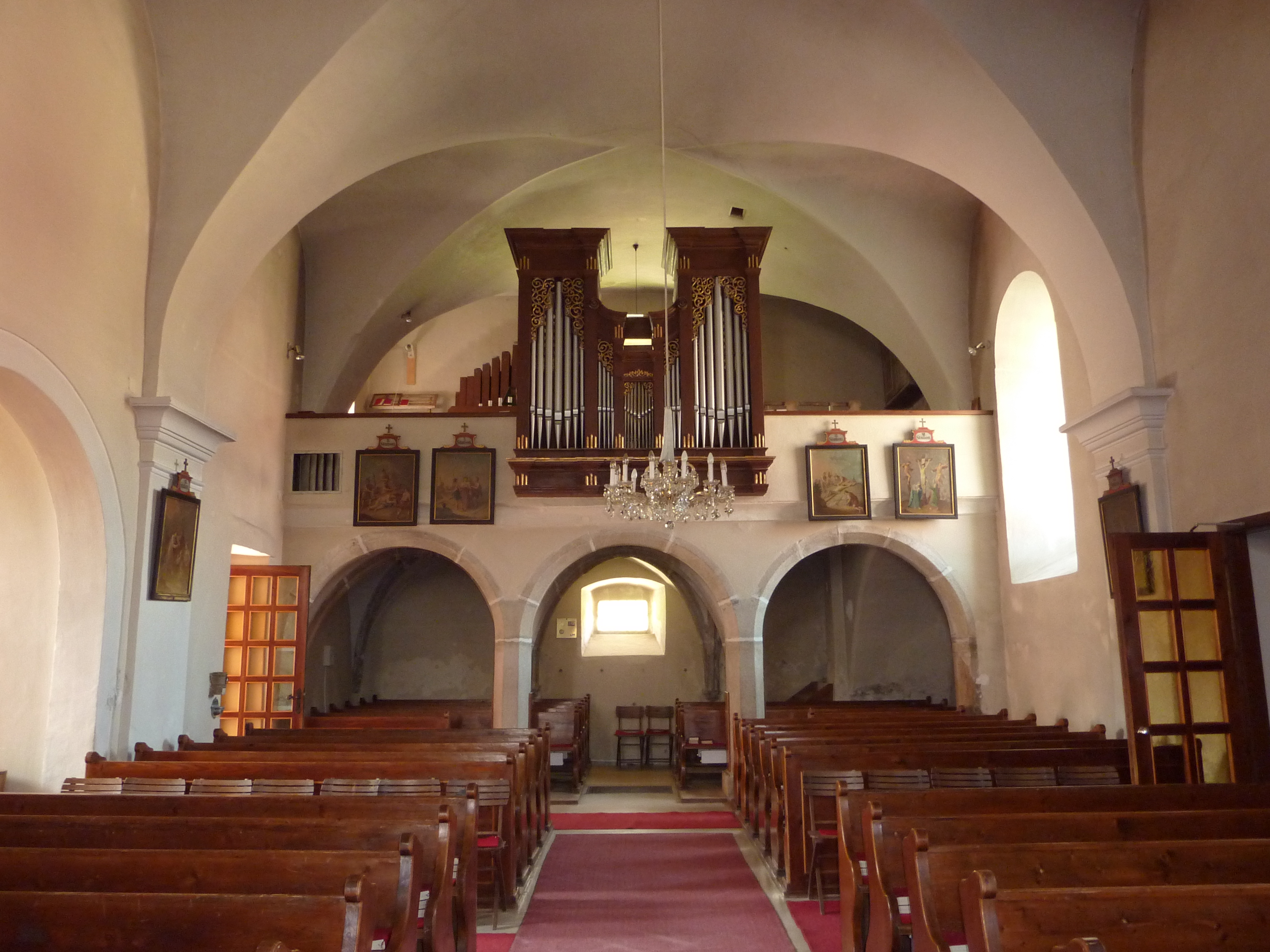
Langhaus, Blick zur Empore

Die römisch-katholische Pfarrkirche Kirchbach steht im Süden der Ortschaft Kirchbach der Marktgemeinde Rappottenstein im Bezirk Zwettl in Niederösterreich. Die dem Patrozinium des Heiligen Erzengel Michael unterstellte Pfarrkirche gehört zum Dekanat Zwettl in der Diözese St. Pölten. Die Kirche und der Friedhof stehen unter Denkmalschutz (Listeneintrag).

## Geschichte
Die Kirche aus dem 15. Jahrhundert wurde von 1720 bis 1725 barockisiert und erweitert.

## Architektur
Der gotische Kirchenbau mit einem Südwestturm und einem südlichen Kapellenanbau ist von einem Friedhof und einer Bruchsteinmauer umgeben.
Das Kirchenäußere zeigt ein Langhaus und einen gleich breiten Chor mit einem Dreiseitschluss, die Fassaden zeigen eine Gliederung mit Lisenen und Rundbogenfenster. Der im Südwesten beim ersten Joch des Langhauses angestellte Turm aus dem 15. Jahrhundert hat ein gotisches Schulterbogenportal und gotische Rechteckfenster, das barockisierte Glockengeschoß hat flachbogige Schallöffnungen, der Turm trägt eine welsche Haube. Die Südkapelle hat einen gotischen Dreiseitschluss und zeigt eine barocke Ortsteinquaderung und Rundbogenfenster.
Eine Wandmalerei zeigt Reste der Darstellung Jüngstes Gericht 1600. Eine Sonnenuhr nennt Restaurierungen 1726, 1900 und 1966.
Das Kircheninnere zeigt ein einschiffiges vierjochiges Langhaus unter einem barocken Stichkappengewölbe auf Pilastern mit vortretenden Gesimsen. Die spätgotische Musikempore aus dem Ende des 15. Jahrhunderts ist dreiteilig mit Rundbogenöffnungen mit Schlusssteinen kreuzrippenunterwölbt. Der leicht erhöhte Chor hat im Polygon ein barockes Kappengewölbe. Die ehemalige Südkapelle wurde 1724 geteilt, einerseits in die quadratische Marienkapelle mit einem Kreuzgewölbe, andererseits in die östliche Sakristei mit einem Stichkappengewölbe.
Das Turmerdgeschoß zeigt Reste einer Wandmalerei. Die Glasfenster im Chor entstanden 1933. 

## Einrichtung
Den spätklassizistische Hochaltar schuf Hödl 1844 mit anbetenden Engeln. Der Tabernakel entstand 1870.
Der achtseitige Taufstein ist frühgotisch.
Die Orgel baute Benedikt Latzl 1870. Eine Glocke nennt Peter Hilzer 1880.

## Grabdenkmäler
Außen
- Ein Relief mit der Darstellung einer Nonne aus dem 14. Jahrhundert.
- Zwei Grabplatten aus der Mitte des 19. Jahrhunderts.